# A.k.a. Cartoon
A.k.a. Cartoon è una società produttiva canadese fondata da Danny Antonucci nel 1994 e situata a Vancouver. È nota soprattutto per aver prodotto la serie animata Ed, Edd & Eddy. Dopo la distribuzione del film basato sull'omonima serie, la compagnia sta attualmente lavorando a progetti sconosciuti.

## Filmografia

### Serie televisive
- The Brothers Grunt – serie animata, 35 episodi (1994-1995)
- Cartoon Sushi – serie animata, 15 episodi (1997-1998)
- Ed, Edd & Eddy – serie animata, 69 episodi (1999-2009)

### Episodi pilota
- Snotrocket, regia di Danny Antonucci (2017)

### Episodi speciali
- Ed, Edd & Eddy: Buon Natale (2004)
- Ed, Edd & Eddy: Il giorno di San Valentino (2005)
- Ed, Edd & Eddy: Dolcetto o scherzetto? (2005)
- Arrivano gli Ed, arrivano gli Ed! (2007)

### Film televisivi
- Ed, Edd & Eddy: Il grande film (Ed, Edd n Eddy's Big Picture Show), regia di Danny Antonucci (2009)